# 諸上茂光
諸上 茂光（もろかみ しげみつ）は、日本の大学教授。
専門は社会心理学、消費者心理。博士（工学）（筑波大学）
。法政大学大学院社会学研究科、法政大学社会学部メディア社会学科教授。

## 略歴
筑波大学大学院システム情報工学研究科において、知能機能システムを専攻し博士号を取得。2009年より、愛知淑徳大学文学部 准教授、2010年より、同大学人間情報学部 准教授、2011年から法政大学社会学部に准教授として着任し、現職。
所属学会は、地域デザイン学会、日本神経回路学会、電子情報通信学会、国際ビジネス研究学会、日本社会心理学会、日本経営システム学会、日本広報学会、日本広告学会、日本消費者行動研究学会、日本マーケティング学会、Society for Consumer Psychology、Association For Consumer Research。

## 社会的活動
過去に、日本経営システム学会組織委員、日本経営システム学会規程委員、地域デザイン学会特命担当理事などを歴任。日本経営システム学会評議員、同学会表彰委員、総務委員、財務委員、東京都檜原村 行政改革推進委員、地域デザイン学会 理事などを務めている。

## 著作等

### 編著
- 『地域デザイン学会叢書7『地域マーケティングのコンテクスト転換 : コンステレーションのためのSSRモデル』（原田 保,石川 和男,小川 雅司編著）』（学文社、2019年）
- 『地域デザイン学会叢書9『地域価値発現モデル〜ZTCAデザインモデルの進化方向〜』（原田保,石川和男,福田康典編著）』（学文社、2022年）
- 『地域デザイン学会叢書10『地域デザイン研究のイノベーション戦略 -フィードバック装置としての多様なメソドロジーの開発-』（原田保,西田小百合編著）』（学文社、2023年）

### 論文
- 『嗅皮質の可塑性に基づく非明示的連合形成のモデル』（電子情報通信学会技術研究報告ニューロコンピューティング、101(153)、1-8、2001年）
- 『下側頭葉ニューロンの想起活動に関する計算論的考察』（日本神経回路学会誌9、174-180、2002年）
- 『非単調神経素子の選択的不感化を用いた文脈依存的連想モデル』（電子情報通信学会論文誌、J85(D-II)、1602-1612、2002年）
- 『下側頭葉における文脈依存的連想のモデル』（電子情報通信学会技術研究報告. NC、ニューロコンピューティング、103(152)、5-10、2003年）
- 『嗅周皮質の可塑性に基づく受動的連合形成のモデル』（日本神経回路学会誌10、123-129、2003年）など

## 専門分野
- 社会心理学
- 消費者心理
- 脳認知科学[3]
- 広告科学